# Světlověk
Světlověk je sociálněkritický román, který napsal Ian R. MacLeod. Bývá řazen k novému hnutí New Weird. Román se pohybuje na pomezí mainstreamu a fantasy s částečnou příměsí steampunku. Děj se odehrává v Anglii ve věku páry; králové jsou zapomenuté postavy z králověku a vše ovládají všudypřítomné cechy prostřednictvím tajemné magické látky, zvané éter. Ta se těží z hlubin země a spolu se zaklínadly se využívá ke zlepšování nejrůznějších věcí; od obyčejných plnicích per po monumentální stavby. Temnou stránkou éteru jsou jeho nebezpečné vlastnosti při překročení určité dávky, díky němuž se z dělníků, kteří s ním přicházejí do styku, stávají proměněnci, stvůry ve společnosti netolerované.
Knihou provází Robert Borrows, pátrající proč a za jakých okolností se z jeho matky stala proměněnka - v tom je mu nápomocna tajemná Annalise, také proměněnka, s jejímž osudem je ten jeho dost propletený a díky níž poznává „lepší společnost“ vysoce postavených cechovníků. Kniha nás zavede na mnoho míst, od průmyslového městečka Bracebridge, jednoho z hlavních center těžby éteru přes tajemný Londýn až po obrovské sídlo Walcot, kde dojde k zásadnímu tahu, díky němuž se Londýn utopí v obrovských dělnických nepokojích, aby nakonec bez jakýchkoli velkých změn pokračovala vláda „nových, reformovaných“ cechů.
- Vydalo nakladatelství Laser roku 2005, přeložil Milan Žáček
- Ilustrace obálky: Edward Miller